# Schizotetranychus gilvus
Schizotetranychus gilvus är en spindeldjursart som beskrevs av Ehara och Hiro Ohashi 2005. Schizotetranychus gilvus ingår i släktet Schizotetranychus och familjen Tetranychidae. Inga underarter finns listade i Catalogue of Life.